# Palicourea sandiensis
Palicourea sandiensis är en måreväxtart som beskrevs av Kurt Krause. Palicourea sandiensis ingår i släktet Palicourea och familjen måreväxter.
Artens utbredningsområde är Peru. Inga underarter finns listade i Catalogue of Life.